# Zima w Dolinie Muminków
Zima w Dolinie Muminków – polski film animowany z 1986 roku, oparty na cyklu książek Tove Jansson o Muminkach. Film powstał na bazie odcinków serialu Opowiadania Muminków.
Film opowiada o przygodach Muminka i Małej Mi w czasie trwania zimy. Opowieść kończy się nastaniem wiosny, przebudzeniem rodziny Muminka oraz wszystkich mieszkańców Doliny Muminków.

## Obsada
- Stanisław Kwaśniak – Narrator
- Michał Szewczyk – Muminek
- Barbara Borkowska – Mama Muminka
- Andrzej Herder – Tatuś Muminka / Paszczak
- Małgorzata Rogacka-Wiśniewska – Too-Tiki / Filifionka
- Danuta Kłopocka – Wiewiórka / Gryzilepek
- Marek Kołaczkowski – Włóczykij / Ynk / listonosz
- Alicja Krawczyk – Mała Mi